# 章贡王酒
章贡王酒是江西赣州出产的一种白酒，为中华老字号，曾为江西四大名酒之一。源于1938年当地成立的“万源酒栈”，其产品以“章贡”为商标；后万源、文翰阁、老大成三家酒坊合股经营并改名为“万源协记”，1952年1月在此基础上，国家以四千多元赎买，成立国营赣州酿酒厂。产品赣泉酒廣受欢迎，于1996年被天音控股收购改制成为民企。现产品包括浓香型和兼香型白酒、黄酒、和果酒。